# Polska na Zimowych Igrzyskach Olimpijskich 1968
Polskę na Zimowych Igrzyskach Olimpijskich 1968 reprezentowało 31 zawodników w 6 dyscyplinach.
| Sportowcy | złoto | srebro | brąz | 4 m. | 5 m. | 6 m. | 7 m. | 8 m. | Punkty |
| --------- | ----- | ------ | ---- | ---- | ---- | ---- | ---- | ---- | ------ |
| 31        | –     | –      | –    | 4    | 2    | 4    | 1    | 1    | 43     |

## Występy Polaków

### Biathlon
- Stanisław Szczepaniak – bieg na 20 km, 4. miejsce
- Stanisław Łukaszczyk – bieg na 20 km, 8. miejsce
- Józef Stopka – bieg na 20 km, 48. miejsce
- Józef Gąsienica-Sobczak – bieg na 20 km, nie ukończył
- Józef Różak, Stanisław Łukaszczyk, Andrzej Fiedor, Stanisław Szczepaniak – sztafeta 4 x 7,5 km, 4. miejsce

### Łyżwiarstwo figurowe
- Janina Poremska, Piotr Sczypa – pary sportowe, 14. miejsce

### Narciarstwo alpejskie
- Andrzej Bachleda-Curuś – zjazd, 26. miejsce; slalom gigant, 13. miejsce; slalom specjalny, 6. miejsce
- Ryszard Ćwikła – zjazd, 48. miejsce; slalom gigant, 37. miejsce; slalom specjalny, 21. miejsce

### Narciarstwo klasyczne
- Stefania Biegun – bieg na 5 km, 9. miejsce; bieg na 10 km, 19. miejsce
- Weronika Budny – bieg na 5 km, 19. miejsce; bieg na 10 km, 21. miejsce
- Józefa Czerniawska – bieg na 5 km, 23. miejsce; bieg na 10 km, 19. miejsce
- Anna Duraj – bieg na 5 km, 26. miejsce; bieg na 10 km, 30. miejsce
- Weronika Budny, Józefa Czerniawska, Stefania Biegun – sztafeta 3 x 5 km, 5. miejsce
- Józef Rysula – bieg na 15 km, 21. miejsce; bieg na 50 km, 21. miejsce
- Józef Gąsienica – kombinacja norweska, 6. miejsce
- Józef Gąsienica Daniel – kombinacja norweska, 15. miejsce
- Erwin Fiedor – kombinacja norweska, 18. miejsce; skoki narciarskie, skocznia średnia, 30. miejsce; skoki narciarskie skocznia duża, 30. miejsce
- Jan Kawulok – kombinacja norweska, 20. miejsce
- Józef Przybyła – skoki narciarskie, skocznia średnia, 27. miejsce; skoki narciarskie skocznia duża, 14. miejsce
- Ryszard Witke – skoki narciarskie, skocznia średnia, 32. miejsce; skoki narciarskie skocznia duża, 31. miejsce
- Józef Kocyan – skoki narciarskie, skocznia średnia, 35. miejsce; skoki narciarskie skocznia duża, 45. miejsce

### Saneczkarstwo
- Helena Macher – jedynki kobiet, 4. miejsce
- Jadwiga Damse – jedynki kobiet, 5. miejsce
- Anna Mąka – jedynki kobiet, 7. miejsce
- Zbigniew Gawior – jedynki mężczyzn, 4. miejsce
- Jerzy Wojnar – jedynki mężczyzn, 8. miejsce
- Lucjan Kudzia – jedynki mężczyzn, 13. miejsce
- Tadeusz Radwan – jedynki mężczyzn, 22. miejsce
- Zbigniew Gawior, Ryszard Gawior – dwójki, 6. miejsce
- Lucjan Kudzia, Stanisław Paczka – dwójki, 9. miejsce